# To the Last Man (film 1923)
To the Last Man è un film muto del 1923 diretto da Victor Fleming. Prodotto dalla Famous Players-Lasky Corporation, aveva come interpreti Richard Dix, Lois Wilson, Noah Beery, Robert Edeson, Frank Campeau, Fred Huntley.
La sceneggiatura di Doris Schroeder si basa sul romanzo breve di Zane Grey To the Last Man: A Story of the Pleasant Valley War, pubblicato a New York nel 1922.

## Trama
Una faida divide la famiglia degli Isbel, allevatori di bestiame, da quella degli Jorth, allevatori di pecore. Jean Isbel ed Ellen Jorth sono i loro figli. Il padre di Jean, Gaston Isbel, accusa il suo nemico, Lee Jorth, di avergli rubato del bestiame ma l'allevatore di pecore nega quell'accusa. Quando però Jean riconosce nel cavallo di Ellen uno dei suoi, insistendo in quella versione, Ellen finisce per capire che suo padre è, in effetti, un ladro. L'accusa scatena nuovamente la faida, provocando la guerra tra le due famiglie. Alla fine, la lotta tra i due clan finisce in tragedia lasciando vivi i soli Jean ed Ellen.

## Produzione
Il film, prodotto dalla Famous Players-Lasky Corporation, venne girato da fine maggio a metà luglio 1923. Secondo la stampa dell'epoca, Zane Grey, l'autore del romanzo, prese parte attiva alla lavorazione del film, partecipando insieme al regista Victor Fleming e al direttore della fotografia Lucien Hubbard alla scelta dei luoghi per le riprese, nel Tonto Basin, in Arizona. Le scene furono girate sul limitare di un affioramento roccioso alto 1.500 piedi noto come "The Rim", che venne poi fatto saltare per creare la sequenza delle valanghe. Dopo essere rimasta cinque settimane nel Tonto Basin, la troupe tornò a Hollywood dove, nelle seguenti due settimane, vennero terminate negli studi della Lasky le riprese in interni.

## Distribuzione
Il copyright del film, richiesto dalla Famous Players-Lasky Corp., fu registrato il 29 agosto 1923 con il numero LP19380.

Distribuito negli Stati Uniti dalla Paramount Pictures, il film venne presentato in prima a New York il 27 agosto 1923.

### Conservazione
Copia completa della pellicola si trova conservata negli archivi del Gosfilmofond di Mosca.